# Pedro de Navarra y Lacarra
Pedro de Navarra y Lacarra (Reino de Navarra, ca. 1454-Castillo de Simancas, 24 de noviembre de 1522) fue un noble y militar navarro titulado V vizconde de Muruzábal, I señor de Cortes y VI Mariscal de Navarra, por lo cual pasó a ser el jefe supremo del ejército real en la guerra de la conquista de Navarra, y líder de los agramonteses durante la guerra civil del reino.

## Biografía
Pedro de Navarra nació hacia 1454 en el Reino de Navarra, siendo hijo del mariscal Pedro de Navarra y Peralta (1425-1471) y de su esposa Inés Enríquez de Lacarra (n. ca. 1428). Siendo aún muy joven, su hermano Felipe, sucesor de su padre, fue asesinado en 1480 a manos de Luis de Beaumont, II conde de Lerín, y debido a que su aliado y pariente el condestable mosén Pierres de Peralta era demasiado mayor para asumir la jefatura del bando agramontés, sucederá a su hermano como séptimo mariscal del reino, o bien, cuarto de su linaje.
Después de la invasión del reino de Navarra por las tropas castellanas, se llevaron a cabo varias contraofensivas para recuperar el reino. Ya en julio de 1512, cuando los reyes de Navarra dejan Pamplona para pasar a Francia como consecuencia de la entrada del duque de Alba, acompaña a los reyes navarros este mariscal Pedro de Navarra y el condestable Alonso de Peralta con otros caballeros navarros, como Juan de Jaso, padre de san Francisco Javier.
En la segunda ocasión, en 1516, el mariscal Pedro de Navarra pasó desde la Baja Navarra con 1200 hombres. En el Roncal se le unieron 120 roncaleses. En aquellos desfiladeros le esperaban tropas castellanas al mando del coronel Cristóbal Villalba, que derrotaron a la columna atacante e hicieron prisionero al mariscal.
Primero fue llevado preso a la fortaleza de Atienza. Allí el 29 de mayo de 1518, en nombre de Carlos I de España se le hizo una oferta de perdón, a cambio de jurar fidelidad. Su negativa fue por escrito con las siguientes palabras: 

Una vez más suplico, con toda humildad posible a su Majestad, se sirva demostrar conmigo la magnificencia que ha de esperarse de semejante Majestad, devolviéndome la libertad entera y el permiso de ir servir a quien estoy obligado. La fidelidad, la limpieza que su Alteza quiere y estima de sus servidores, yo podré guardarla a los míos, y por ello me tornaré cautivo y esclavo de su servicio.

Fue trasladado a la prisión de Simancas. El 24 de noviembre de 1522, mientras su hijo luchaba en el asedio de la fortaleza de Fuenterrabía, fue encontrado muerto en su celda con dos cortes aparentemente obra de su mano en intento de suicidio.
Sus restos descansan en la "cripta de los Mariscales", en la iglesia de San Pedro de la Rúa (Estella).

### Matrimonio y descendencia
Casó en 1498 con Mayor de la Cueva y Mendoza, hija de Beltrán de la Cueva, I duque de Albuquerque, y de su primera mujer Mencía de Mendoza y Luna, hija de los I duques del Infantado. Fueron padres de:
- Pedro de Navarra y de la Cueva, que sucedió a su padre en el cargo de mariscal y en los títulos familiares. Fue además caballero de la Orden de Santiago, I marqués de Cortes, gobernador de Toledo y de Córdoba, asistente de Sevilla, gobernador de Galicia, consejero de Estado y presidente del Consejo de Órdenes.

Siendo aún soltero tuvo un hijo natural en una dama de la familia Hualde, de Tafalla:
- Francisco de Navarra y Hualde (1498-1563), prior de Roncesvalles por León X (1518), obispo de Ciudad Rodrigo (1542-1545), de Badajoz (1545-1556) y arzobispo de Valencia (1556–1563).